# Daniela Aguzzi
Daniela Laura Aguzzi (* 15. August 1986 in Buenos Aires) ist eine ehemalige argentinische Handballspielerin, die vor allem in der Disziplin Beachhandball erfolgreich war. Sie war über mehrere Jahre Mitglied der argentinischen Nationalmannschaft und gehört zu den Spielerinnen, die nachhaltig mit dem stetigen Aufstieg der argentinischen Beachhandball-Nationalmannschaft und dem argentinischen Beachhandball in diesem Zeitraum verbunden sind.

## Hallenhandball
Aguzzi spielte für die Argentinos Juniors in der obersten argentinischen Liga.

## Beachhandball
Nach einem ersten Versuch bei den ersten Pan-Amerikanische Meisterschaften 2004 dauerte es bis 2008, dass Argentinien mit Nachdruck am Aufbau einer Beachhandball-Nationalmannschaft arbeitete. Zur ersten Generation dieser Spielerinnen gehörte auch Aguzzi, wenngleich sie erst 2009 zur Nationalmannschaft stieß. Gleich bei ihrem ersten Turnier, den Südamerikanischen Beach Games 2009 in Montevideo gewann sie mit ihrer Mannschaft im kleinen Finale gegen Paraguay die Bronzemedaille. Mit ihren Mannschaftskameradinnen bei diesem Turnier, Romina Dreisch, Ivana Eliges, Florencia Ibarra, Marina Imbrogno, Celeste Meccia und zunächst auch noch Fernanda Roveta sollte sie für die nächsten Jahre das Rückgrat der Nationalmannschaft bilden; später kam noch Rocío Barros hinzu. Anschließend dauerte es jedoch mehrere Jahre, dass Aguzzi in einer Zeit mit noch vergleichsweise wenigen Turnieren für Nationalmannschaften wieder berufen wurde. 
2013 kehrte Aguzzi in einem Jahr ohne internationale Meisterschaftsteilnahme für die Argentinierinnen für ein Turnier in Uruguay in die Nationalmannschaft zurück. Von da an gehörte sie bis einschließlich 2018 zum unumschränkten Stamm des Nationalteams und nahm an allen Turnieren teil, die Argentinien bestritt. Gleich 2014 wurde ein besonders aktives Jahr. Zunächst gewann Aguzzi bei den Panamerika-Meisterschaften erneut in einem kleinen Finale gegen Paraguay ihre zweite internationale Bronzemedaille und qualifizierte sich mit ihrer Mannschaft damit auch erstmals für eine Weltmeisterschaft. Im weiteren Jahresverlauf standen aber zunächst die South-American Beach Games an, wo die argentinische Mannschaft das erste Mal ein Finale erreichte und sich in Vargas nur noch den Gastgebern aus Venezuela geschlagen geben musste. Im Shootout vergab Aguzzi den entscheidenden Wurf gegen die venezolanische Torhüterin Ysbelia Ramírez. Weniger erfolgreich verliefen die ersten Weltmeisterschaften in Recife im Nachbarland Brasilien. Argentinien belegte den elften und damit vorletzten Platz, konnte einzig Australien hinter sich lassen.
Nachdem Aguzzi 2015 mit Argentinien nur beim Anden-Cup gestartet war, stand 2016 erneut die Panamerika-Meisterschaft an und erstmals wurde in diesem Wettbewerb das Finale erreicht, hier aber Brasilien, der vorherrschenden Beachhandball-Macht auf dem amerikanischen Doppelkontinent und einer der stärksten Mannschaften der Welt, unterlegen. Dennoch konnte zum zweiten Mal die Teilnahme an einer Weltmeisterschaft erreicht werden. In Budapest konnte Argentinien das Turnier weitaus besser als beim ersten Mal gestalten und belegte am Ende Rang sieben. Zudem gelang über die Kontinentalmeisterschaft die Qualifikation für die World Games 2017 in Breslau. In Polen konnte Aguzzi mit ihren Argentinierinnen den bis dahin größten Erfolg für ihr Land im Handball überhaupt erreichen. Nach einer eher schwachen Vorrunde mit nur einem Sieg über Tunesien und zwei Niederlagen gegen Norwegen und Spanien konnte Argentinien mit zwei Siegen im Shootout über Australien und Norwegen das Finale gegen den Erzrivalen aus Brasilien erreichen, das aber klar verloren wurde. Die Silbermedaille war dennoch ein immenser Erfolg.
2018 brachte die letztmalige Austragung der Panamerika-Meisterschaften. Für einen Teil der langjährigen Nationalspielerinnen, Aguzzi eingeschlossen, sollte es das letzte Turnier werden, Argentinien befand sich in einer Umbruchphase. Dementsprechend schwach verlief das Turnier, bei dem nur ein fünfter Rang belegt wurde. Dennoch war das Jahr für Argentinien durch den Gewinn einer ersten Beachhandball-Goldmedaille auf Weltebene bei den Olympischen Jugendspielen in Aguzzis Geburtsort Buenos Aires ein voller Erfolg. In das Ziel Gold wurde in den Jahren zuvor viel Energie gesteckt, das sich in den folgenden Jahren auch in der A-Nationalmannschaft bemerkbar machen sollte. Ab 2019 sollte Argentinien, nun ohne die zurück getretene Aguzzi, mit den nachrückenden Spielerinnen erst die meisten der größten Erfolge erringen. Dennoch hatte Aguzzi ihren Anteil am Aufstieg des Beachhandballs in ihrem Heimatland und gehört in ihrer aktiven Zeit zu den beliebtesten Spielerinnen.

## Erfolge
| World Games - 2017: 2. Weltmeisterschaften - 2014: 11. - 2016: 7. | Pan-Amerikanische Meisterschaften - 2014: 3. - 2016: 2. - 2018: 5. | Südamerikanische Beach Games - 2009: 3. - 2014: 2. Andencup - 2015: 1. (Team A) |